# Budowo
Budowo (kaszb. Bùdowò, niem. Budow) – wieś kaszubska w Polsce położona w województwie pomorskim, w powiecie słupskim, w gminie Dębnica Kaszubska, nad rzeką Skotawą i przy trasie drogi wojewódzkiej nr 210. Wieś jest siedzibą sołectwa "Budowo" w którego skład wchodzi również Budówko.

## Nazwa
Nazwa miejscowości jest hybrydą etymologiczną i ma charakter kulturowy. Powstała przez dodanie do nazwy pospolitej buda „chata” (z niem. Bude) formantu -owo. Niemiecka nazwa Budow jest adaptacją fonetyczną pierwotnej hybrydy słowiańsko-germańskiej.
Rada Języka Kaszubskiego proponuje kaszubską formę nazwy Bùdowò.

## Historia
W miejscowym kościele kazania dla Kaszubów odbywały się w ich języku jeszcze w 1784 r. Budowo utrzymało swój kaszubski charakter jeszcze do połowy następnego wieku. Miejscowość była stacją końcową trasy Słupskiej Kolei Powiatowej Słupsk-Budowo (obecnie nieistniejącej)
W latach 1973–1976 miejscowość była siedzibą gminy Budowo. W latach 1954–1972 wieś należała i była siedzibą władz gromady Budowo. W latach 1975–1998 miejscowość administracyjnie należała do województwa słupskiego.

## Zabytki
- Pozostałości IX-wiecznego grodziska Budowo (na południowym wschodzie od miejscowości)
- Kościół gotycki z przełomu XIII i XIV wieku, z XVII w. wieżą, krytą hełmem ostrosłupowym, na wschodniej ścianie gotyckie blendy, centralna w kształcie krzyża, pozostałe różnego rodzaju. Wnętrze ozdobione rokokową polichromią i barokowym wyposażeniem.
- pozostałości folwarku z XVIII w. lodownią, obok zdziczały park[7].

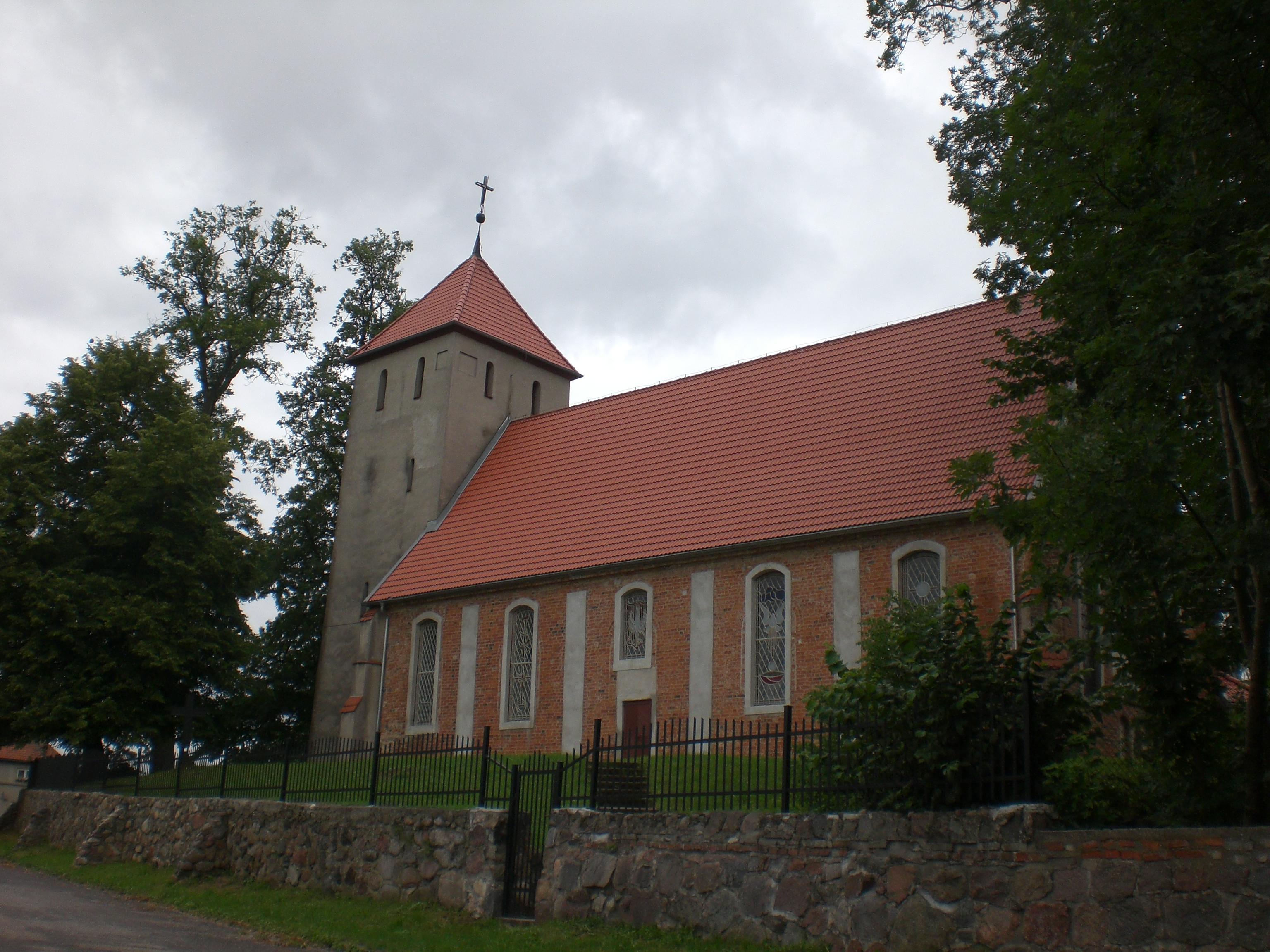
Południowa ściana boczna kościoła NMP Królowej Polski
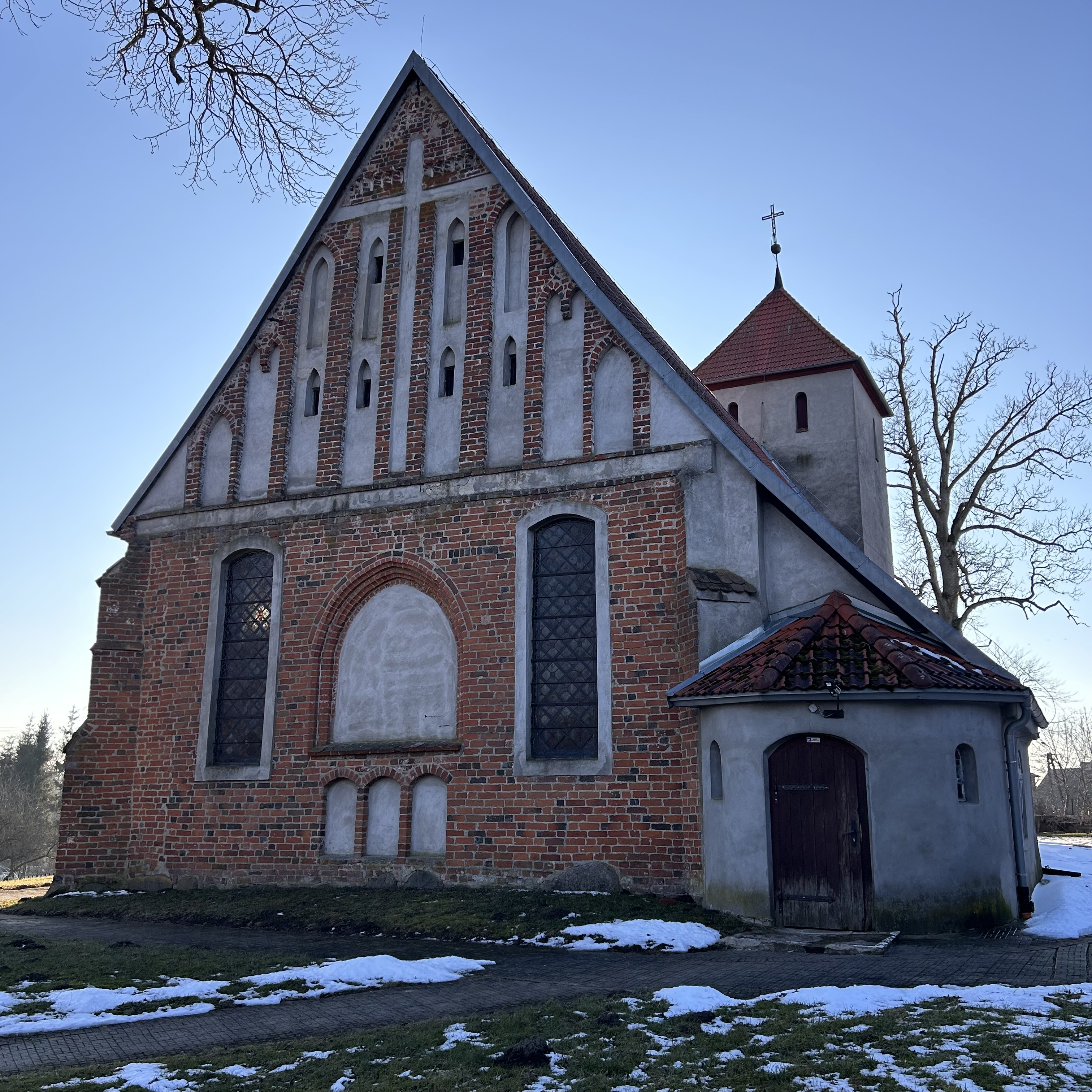
Ściana tylna (wschodnia) kościoła NMP Królowej Polski przy ulicy Kościelnej
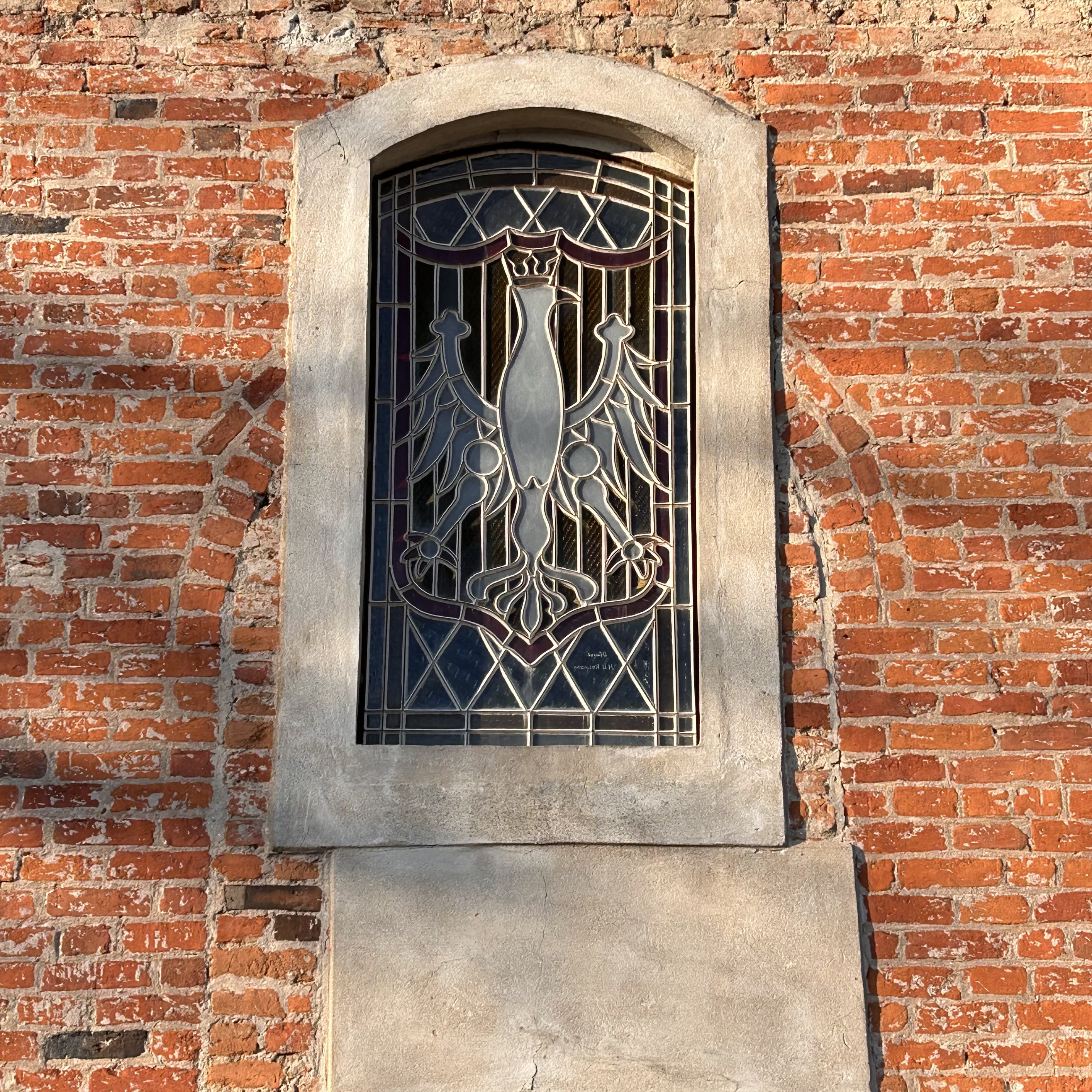
Witraż przedstawiający orła w koronie w ścianie kościoła NMP Królowej Polski
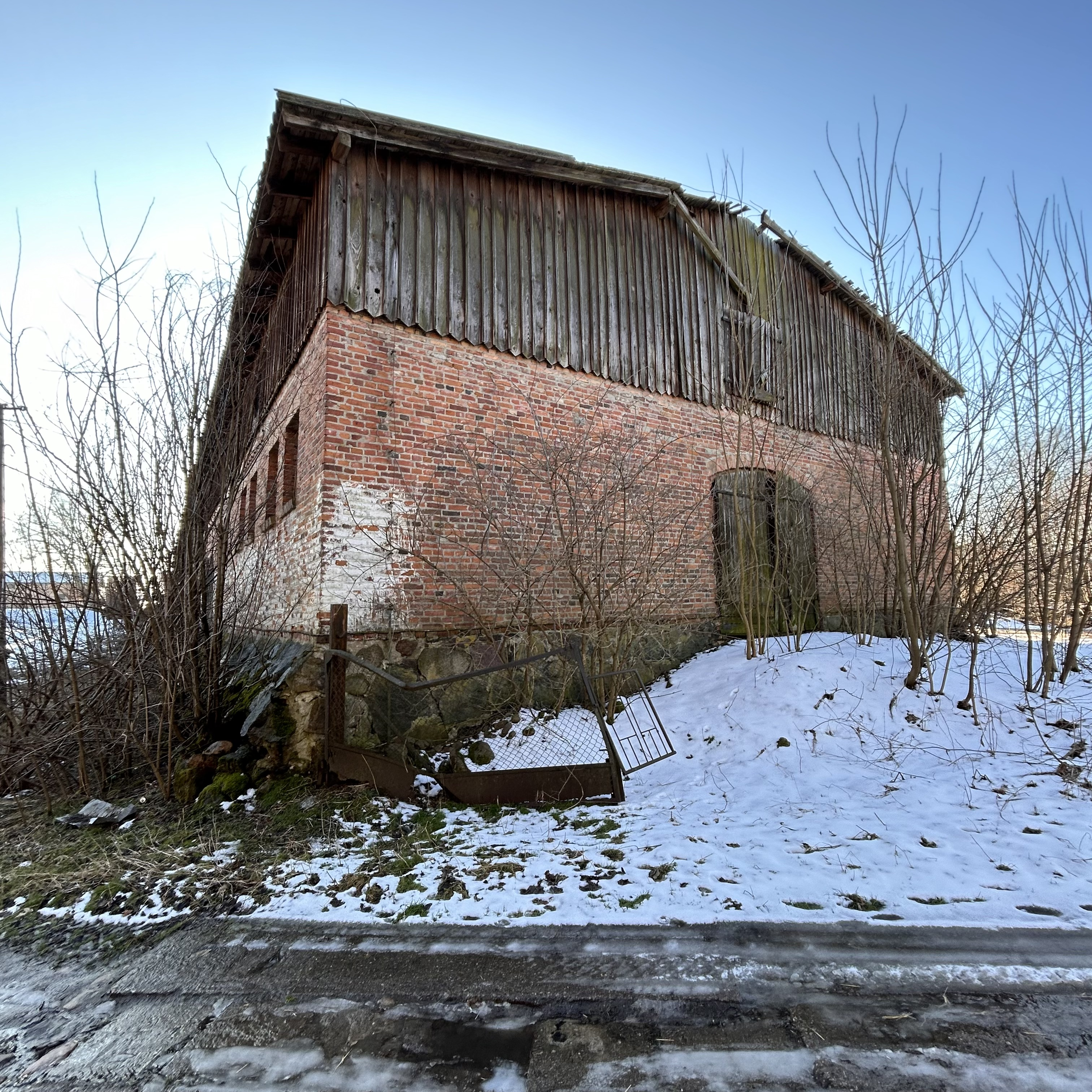
Zabudowa gospodarcza dawnego zespołu dworskiego, obecnie przy ulicy Leśnej
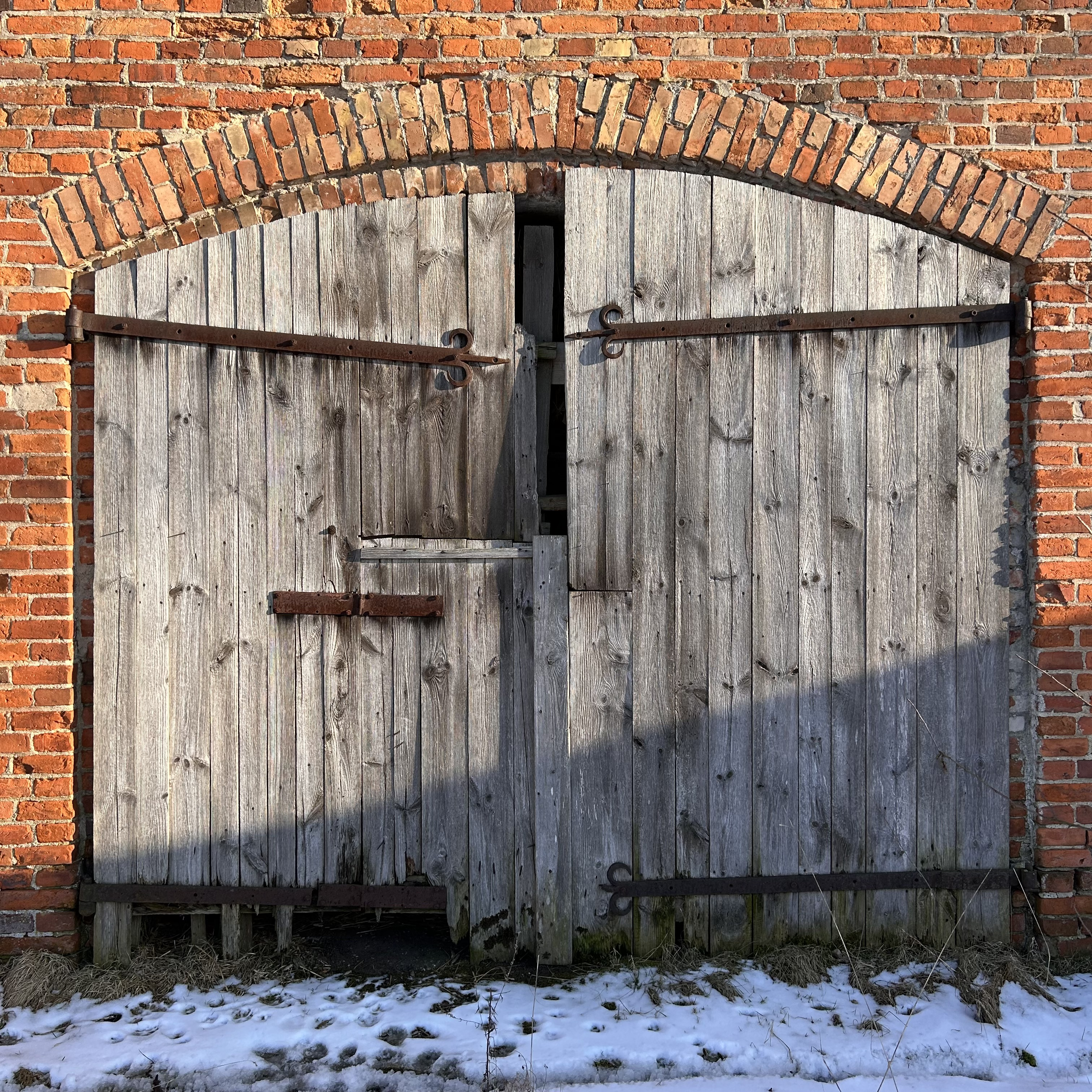
Drewniana brama w zabudowie gospodarczej dawnego zespołu dworskiego, obecnie przy ulicy Leśnej

## Cmentarze
W Budowie znajdują się dwa nieczynne cmentarze dawnych mieszkańców wsi. Jeden cmentarz jest zlokalizowany przy kościele, drugi – wiejski – na północny wschód od zabudowań wsi, na niewysokim wzniesieniu. Od strony drogi gruntowej prowadzącej do niego wydzielony jest z otoczenia niewysokim, kamiennym murem; od tej strony także znajdowało się wejście na jego teren. Na szczycie wzniesienia była usytuowana kaplica. Pozostały z niej fragmenty ścian i fundamentów. W pobliżu kaplicy znajdują się pochówki powojennych mieszkańców Budowa. Na całym terenie cmentarza rozrzucone są pozostałości kamiennych nagrobków, najczęściej kamienne cokoły pod żeliwne krzyże, a także fragmenty ram mogił. Cmentarz był wykorzystywany przez właścicieli Budowa – rodzinę von Zitzewitz. W okolicy szczytu cmentarza położony jest kamień nagrobny poświęcony Wolfgangowi von Zitzewitzowi (1885-1914), jednemu z właścicieli majątku Budowo. Na drugim cmentarzu, przy kościele, znajduje się żeliwny krzyż wskazujący na pochówek Nicolasa Ottona Dettlawa von Zitzewitza (1745-1804).

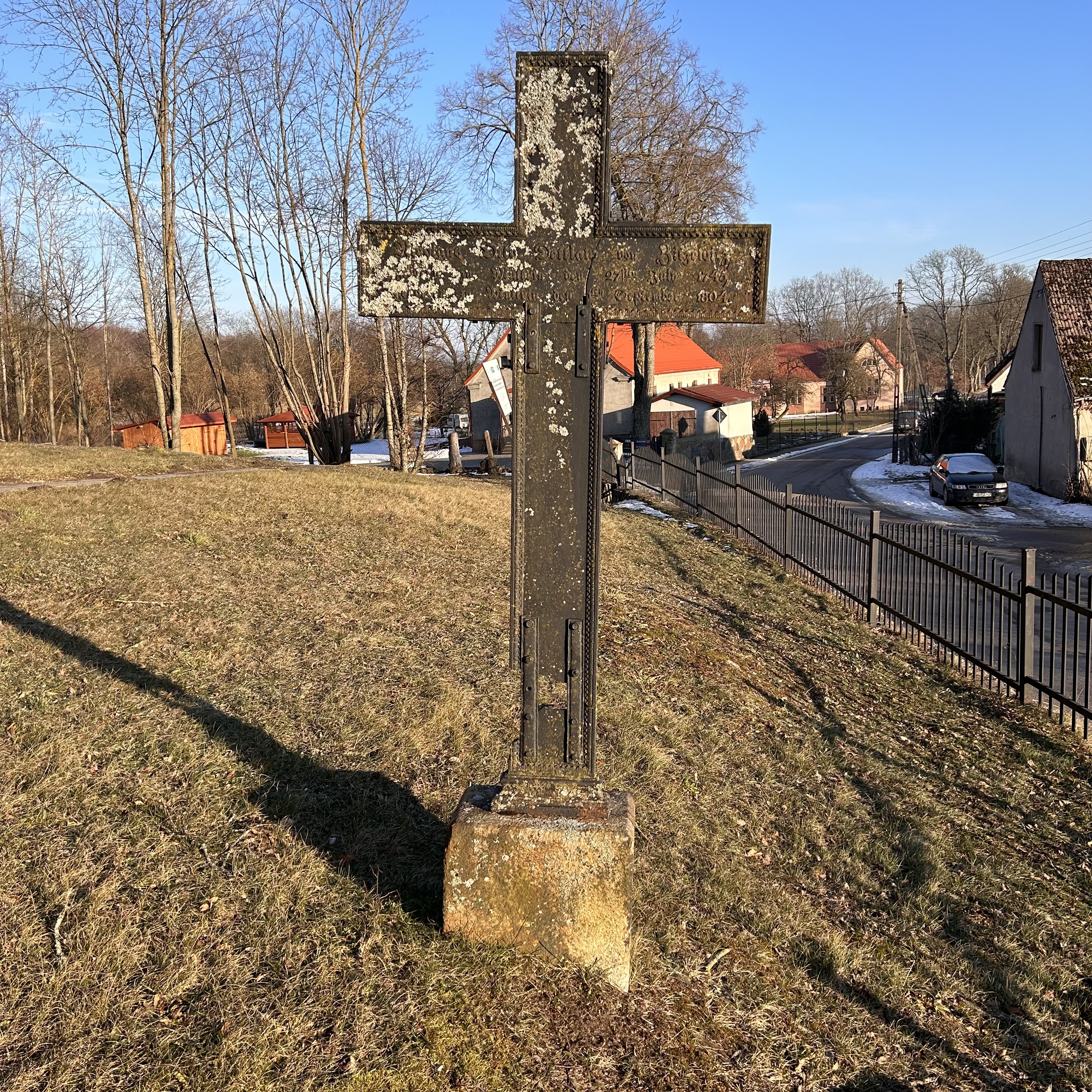
Żeliwny krzyż wskazujący na pochówek Nicolasa Ottona Dettlawa von Zitzewitza (1745-1804) przy kościele NMP Królowej Polski w Budowie
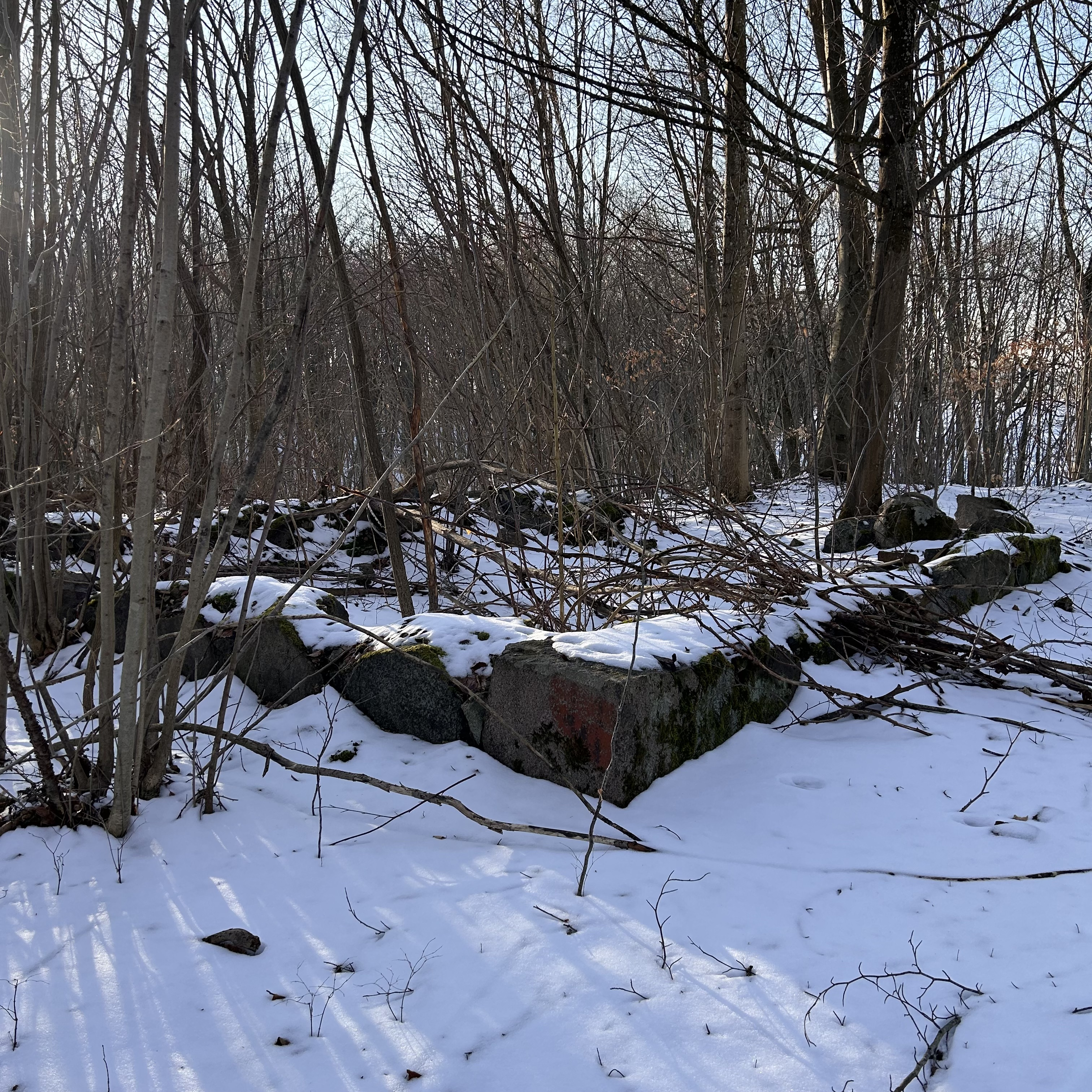
Pozostałości fundamentów i ścian kaplicy cmentarnej na cmentarzu wiejskim w Budowie
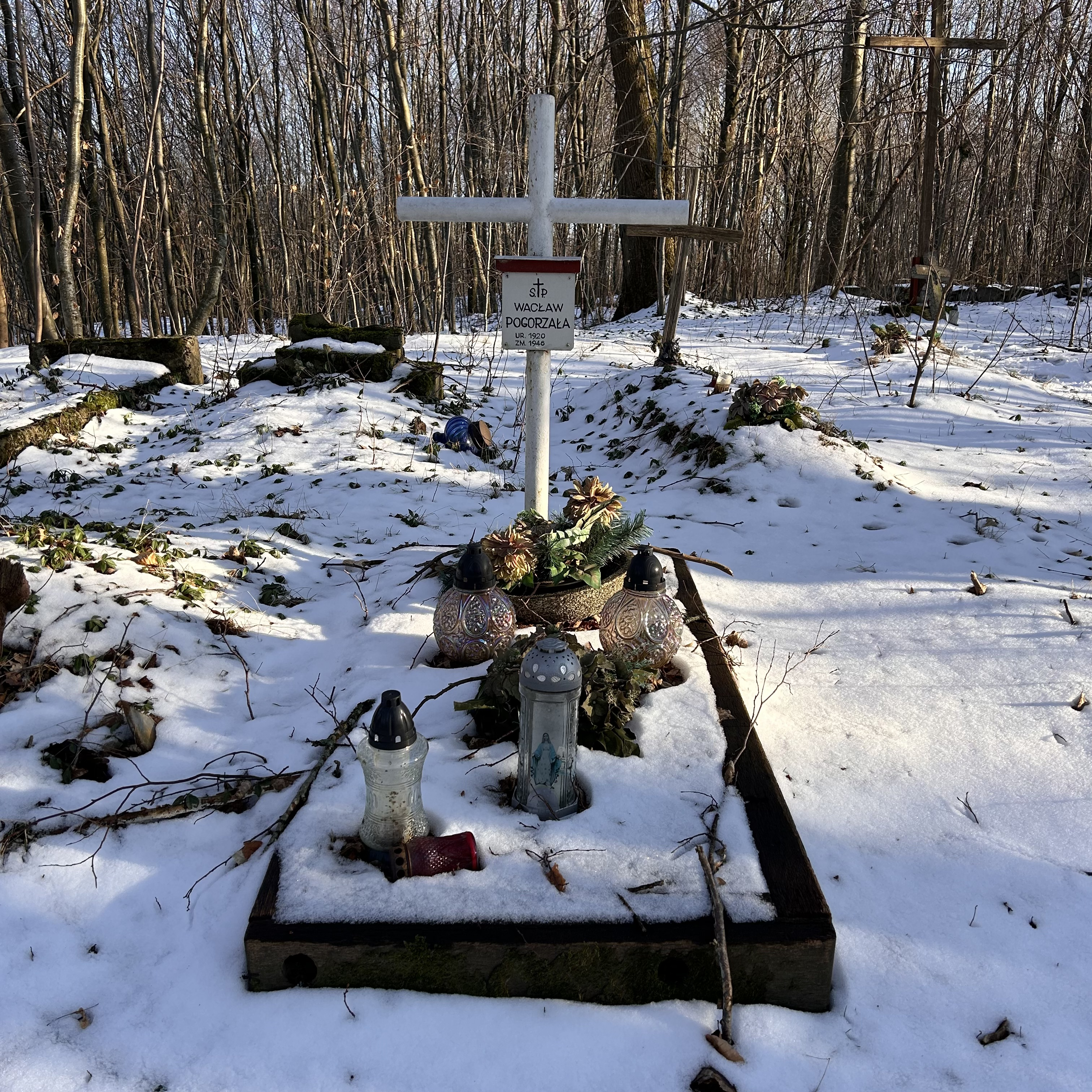
Nagrobek upamiętniający Wacława Pogorzałę (1920-1946) na cmentarzu wiejskim w Budowie; jednego z pierwszych polskich osadników powojennych w Budowie
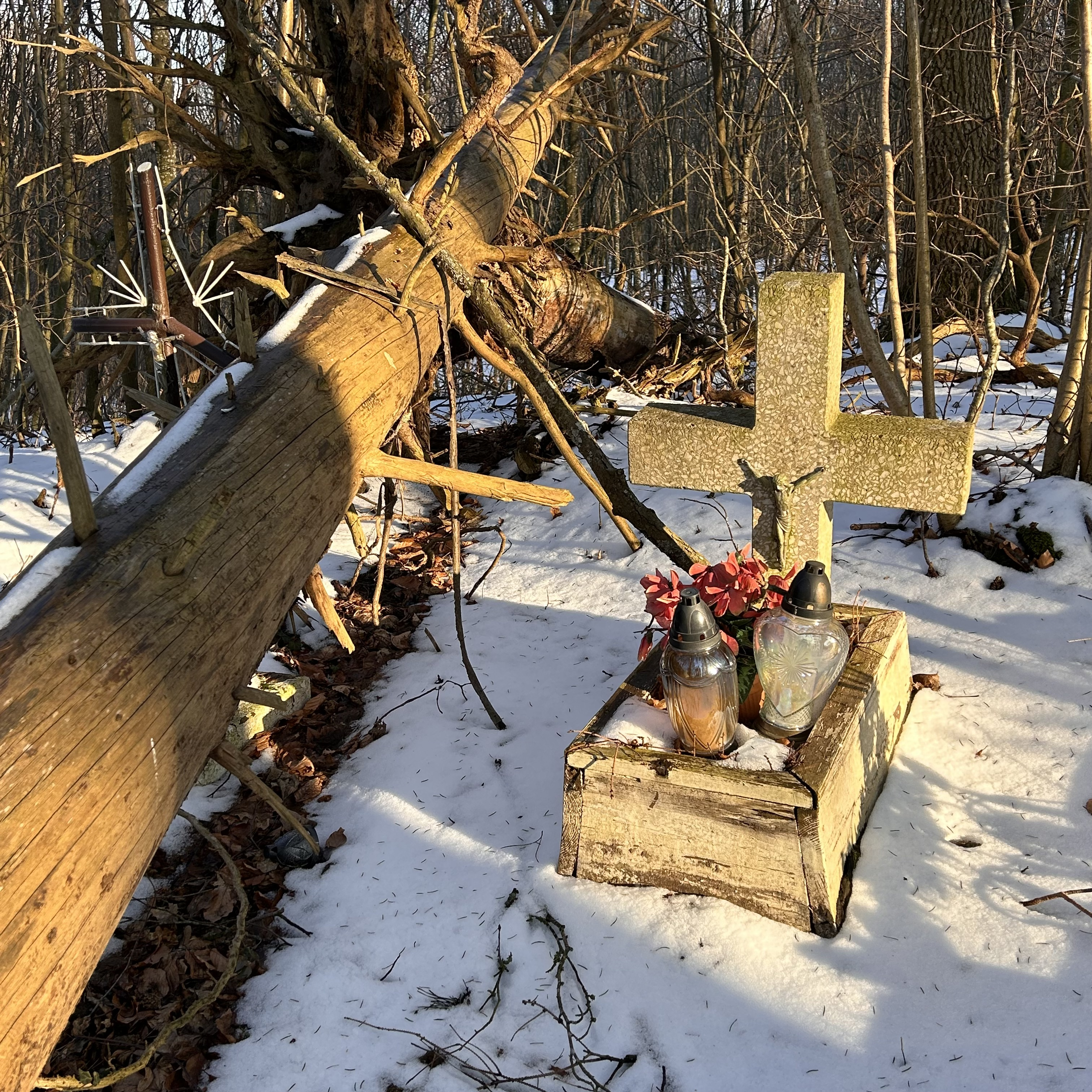
Drewniana rama nagrobna i granitowy krzyż z figurą ukrzyżowanego Jezusa upamiętniające miejsce pochówku dziecka; cmentarz wiejski w Budowie
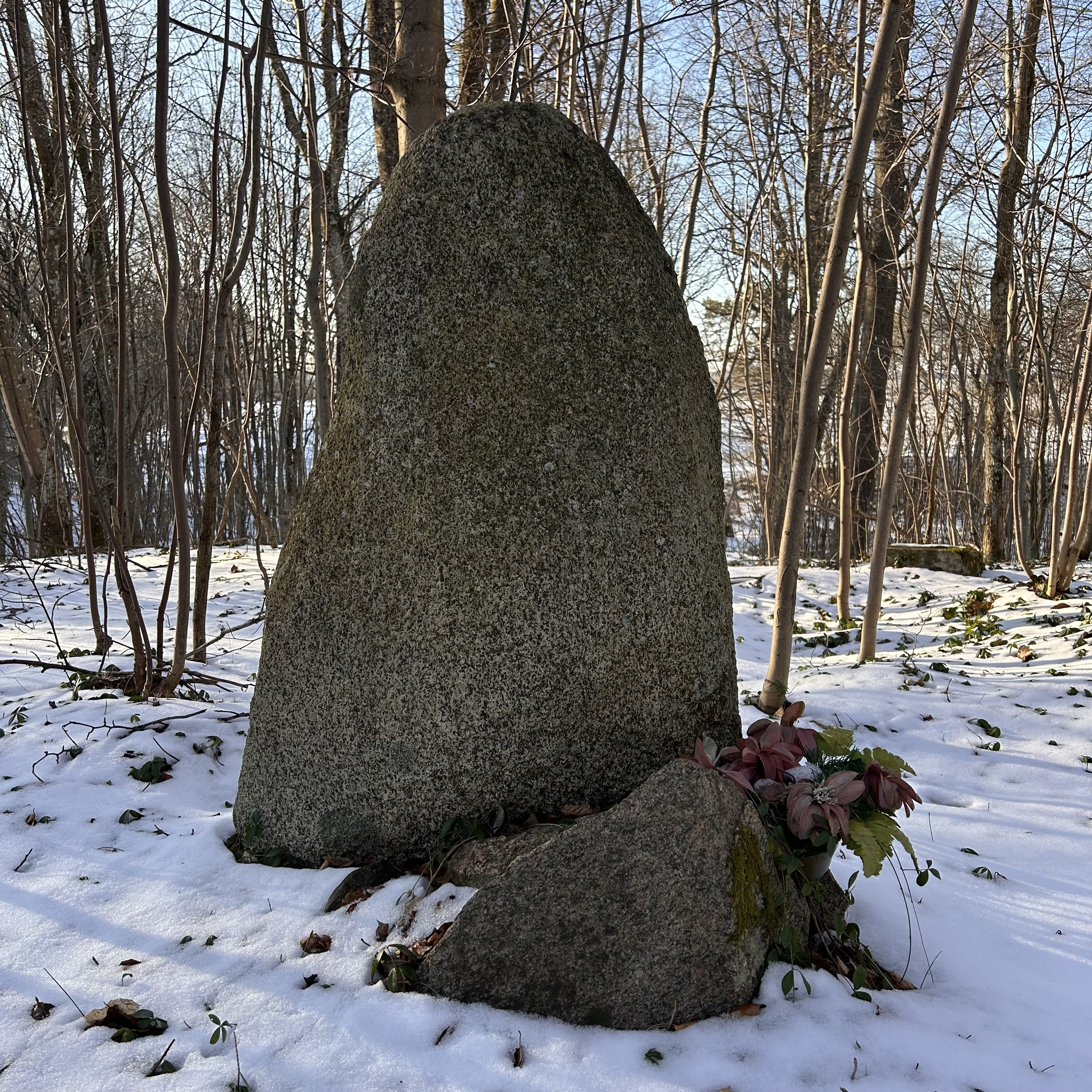
Kamień nagrobny poświęcony Wolfgangowi von Zitzewitzowi (1885-1914), jednemu z właścicieli majątku Budowo, na szczycie cmentarza wiejskiego w Budowie